# Чемпіонат СРСР з хокею із шайбою 1947—1948
Другий чемпіонат СРСР з хокею із шайбою проходив з 17 грудня 1947 по 15 лютого 1948. У першості брали участь 10 клубів, які розіграли нагороди у двохколовому турнірі. Тобто кожна команда грала із всима суперниками по два матчі; один у себе вдома, а інший — на виїзді. Нападник ЦБЧА Всеволод Бобров закинув за змагання 52 шайби. В середньому це становить 2,89 гола за матч.

## Підсумкова таблиця
| М   | Команда                  | І  | Пер | Н | Пор | ЗШ  | ПШ  | О  |
| --- | ------------------------ | -- | --- | - | --- | --- | --- | -- |
| 1.  | ЦБЧА (Москва)            | 18 | 16  | 1 | 1   | 108 | 25  | 33 |
| 2.  | «Спартак» (Москва)       | 18 | 14  | 2 | 2   | 87  | 30  | 30 |
| 3.  | «Динамо» (Москва)        | 18 | 11  | 4 | 3   | 91  | 37  | 26 |
| 4.  | «Динамо» (Рига)          | 18 | 11  | 2 | 5   | 81  | 48  | 24 |
| 5.  | «Динамо» (Ленінград)     | 18 | 7   | 3 | 8   | 64  | 64  | 17 |
| 6.  | «Крила Рад» (Москва)     | 18 | 7   | 2 | 9   | 49  | 62  | 16 |
| 7.  | ВПС (Москва)             | 18 | 5   | 5 | 8   | 43  | 56  | 15 |
| 8.  | «Динамо» (Таллінн)       | 18 | 4   | 1 | 13  | 34  | 90  | 9  |
| 9.  | «Дзержинець» (Ленінград) | 18 | 3   | 1 | 14  | 31  | 119 | 7  |
| 10. | «Спартак» (Каунас)       | 18 | 0   | 3 | 15  | 29  | 86  | 3  |

Скорочення: М = підсумкове місце, І = ігри, Пер = перемоги, Н = нічиї, Пор = поразки, ЗШ = закинуті шайби, ПШ = пропущені шайби, О = набрані очки

## Склади команд-призерів
1. ЦБЧА: воротарі — Борис Афанасьєв, Григорій Мкртичан; захисники — Володимир Веневцев, Володимир Меньшиков, Володимир Никаноров (капітан), Андрій Старовойтов; нападники — Євген Бабич, Анатолій Тарасов, Всеволод Бобров, Анатолій Гусєв, Віктор Давидов, Михайло Орєхов. Тренер — Анатолій Тарасов.
2. «Спартак» М: воротарі — Микола Ісаєв, Дмитро Петров; захисники — Анатолій Сеглін, Борис Соколов, Віктор Соколов, Серафим Соколов; нападники — Зденек Зікмунд (капітан), Іван Новиков, Валентин Захаров, Георгій Глазков, Євген Лялін, Микола Нілов, Юрій Тарасов. Тренер — Олександр Ігумнов.
3. «Динамо» М: воротар — Павло Забелін; захисники — Борис Бочарніков, Василь Комаров, Олег Толмачов; нападники — Всеволод Блінков, Віктор Климович, Микола Медведєв, Микола Поставнін (капітан), Сергій Соловйов, Василь Трофімов, Аркадій Чернишов. Тренер — Аркадій Чернишов.

## Бомбардири
- Всеволод Бобров (ЦБЧА) — 52
- Іван Новиков («Спартак» М) — 32
- Василь Трофімов («Динамо» М) — 32
- Зденек Зікмунд («Спартак» М) — 28
- Роберт Шульманіс («Динамо» Р) — 24
- Анатолій Тарасов (ЦБЧА) — 23
- Євген Бабич (ЦБЧА) — 22
- Олексій Гуришев («Крила Рад») — 21
- Микола Поставнін («Динамо» М) — 21
- Всеволод Блінков («Динамо» М) — 20
- Лембіт Ряммаль[ru] («Динамо» Т) — 17
- Вальдемар Шульманіс («Динамо» Р) — 17
- Зенонас Ганусаускас («Спартак» К) — 16
- Петро Котов («Крила Рад») — 16
- Дмитро Федоров («Динамо» Лд) — 16
- Елмарс Бауріс[lv] («Динамо» Р) — 15
- Анатолій Вікторов («Динамо» Лд) — 15
- Євген Старіков («Динамо» Лд) — 14
- Михайло Гащенков («Дзержинець») — 13
- Едгар Клавс («Динамо» Р) — 13
- Олександр Моїсеєв (ВПС) — 13